# Anta da Cunha Baixa

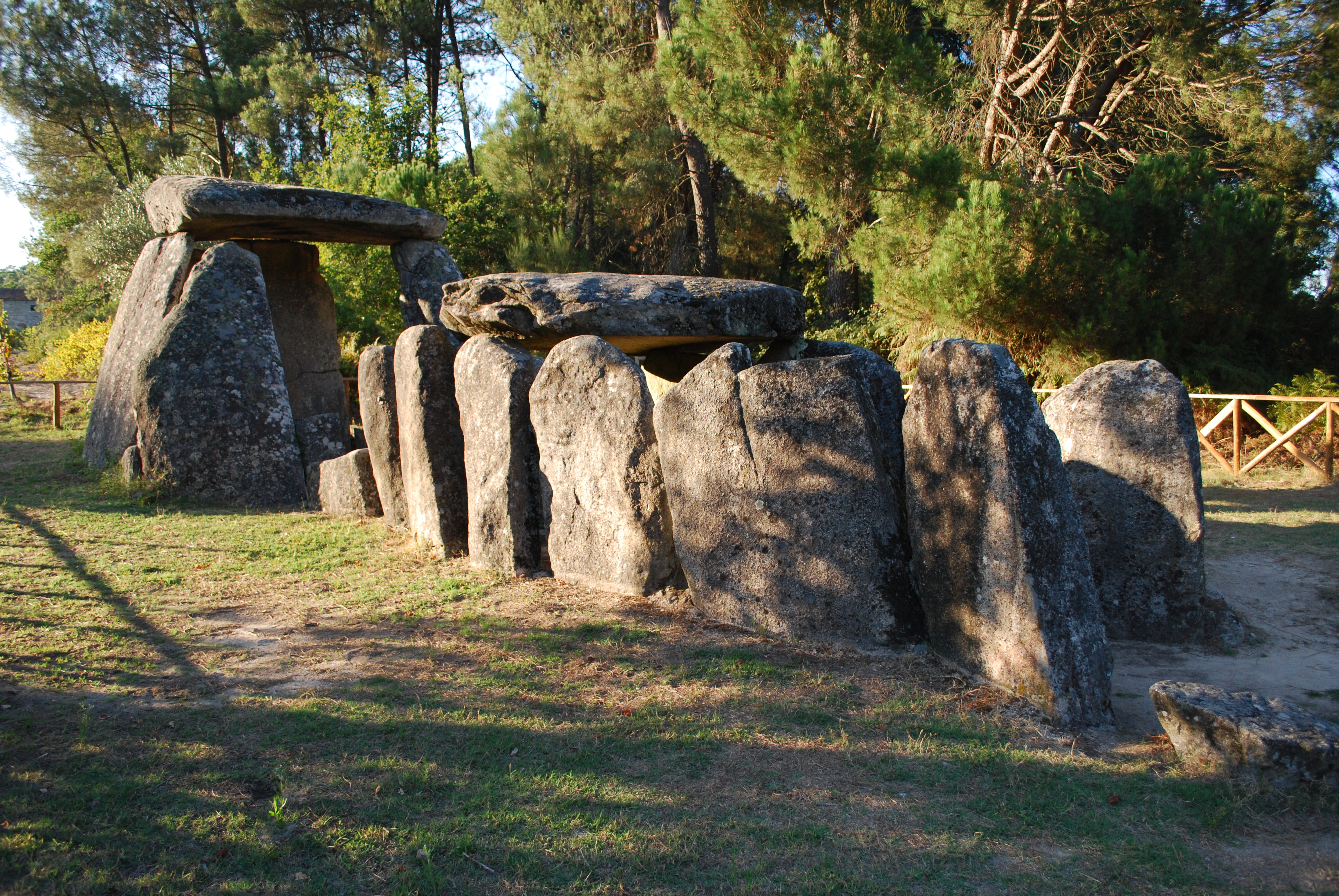
Anta de Cunha Baixa

Die Anta da Cunha Baixa (auch Casa da Orca de (da) Cunha Baixa genannt) liegt etwa 15 Kilometer südöstlich von Viseu und etwa einen Kilometer westlich des zum Kreis Mangualde gehörenden kleinen namengebenden Ortes, am westlichen Ufer des kleinen Flusses Ribeiro do Castello in Portugal. Anta ist die portugiesische Bezeichnung für etwa 5000 Megalithanlagen, die während des Neolithikums im Westen der Iberischen Halbinsel von den Nachfolgern der Cardial- oder Impressokultur errichtet wurden. Casa da Orca heißt Haus der Orca. Orca ist ein für portugiesische Megalithanlagen öfter gebrauchter volkstümlicher Name, der sich auf eine mythische Gestalt bezieht. 
Die 1987 restaurierte Anta ist der Forschung seit dem Ende des 19. Jahrhunderts bekannt. Cunha Baixa ist ein gutes Beispiel einer so genannten Pfeileranta. Die Kammer ist 3,0 m breit, 3,2 m lang und ebenso hoch. Die gegenüber anderen Anlagen größere Breite wird durch zwei Pfeiler erreicht, die zu beiden Seiten Stirnsteins stehen und mit ihm die breitere Rückwand bilden.
Der Deckstein der Kammer liegt auf dreien der insgesamt neun Wandsteine der Kammer auf. (Dreipunktauflage). Der Zugang zur gepflasterten Kammer wird durch einen kleinen Menhir markiert. Von den Decksteinen des etwa 7,2 m langen Ganges, der aus 16 Jochen besteht, war bereits Anfang des 20. Jahrhunderts nur noch eine Platte in situ. 

Anta de Cunha Baixa
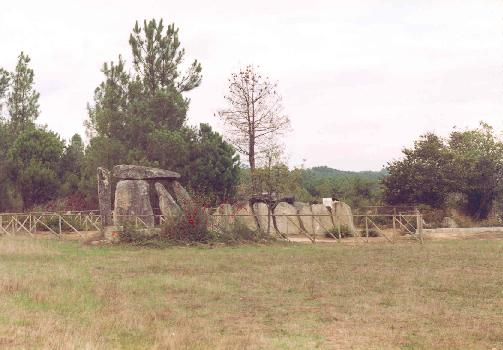
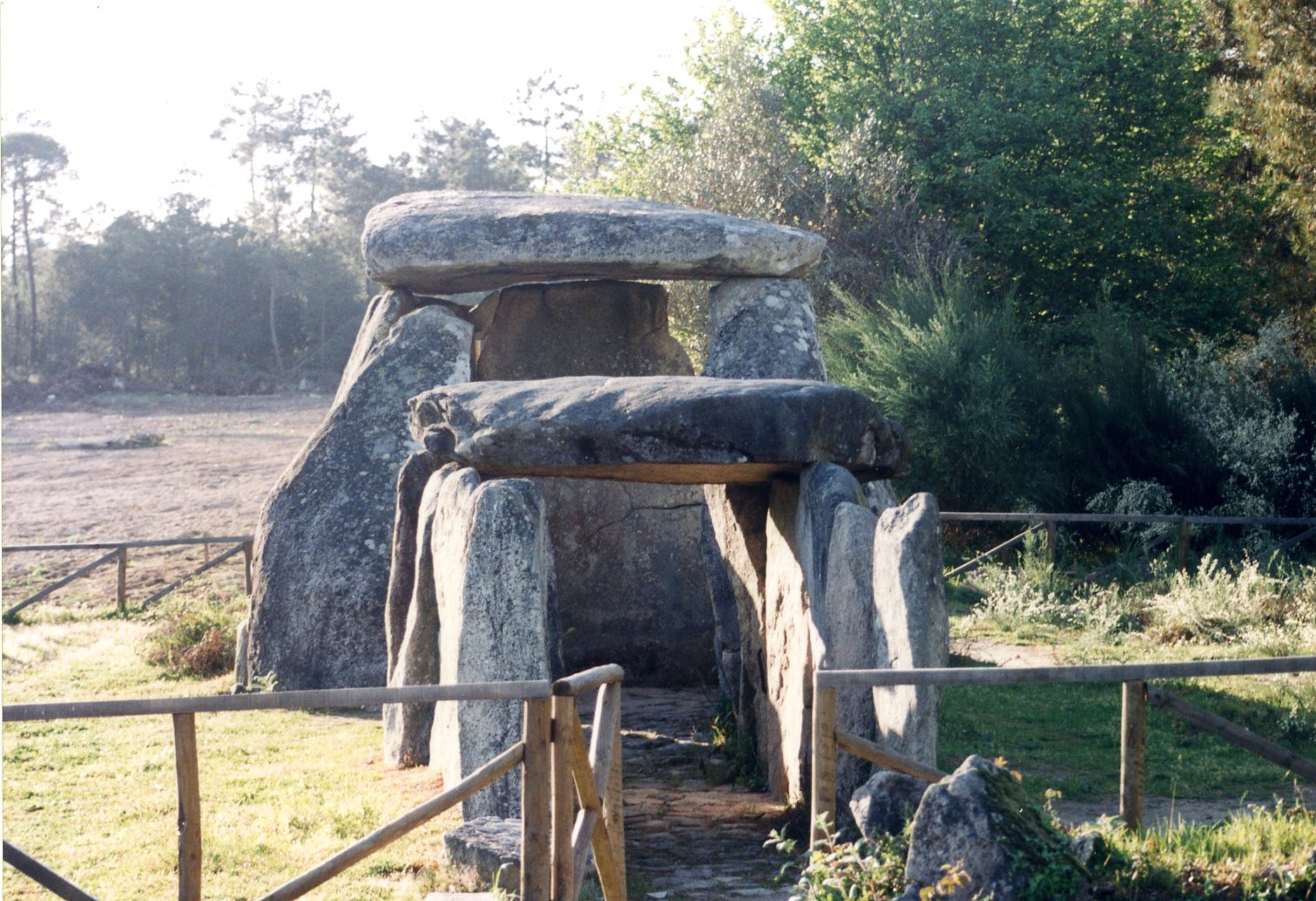
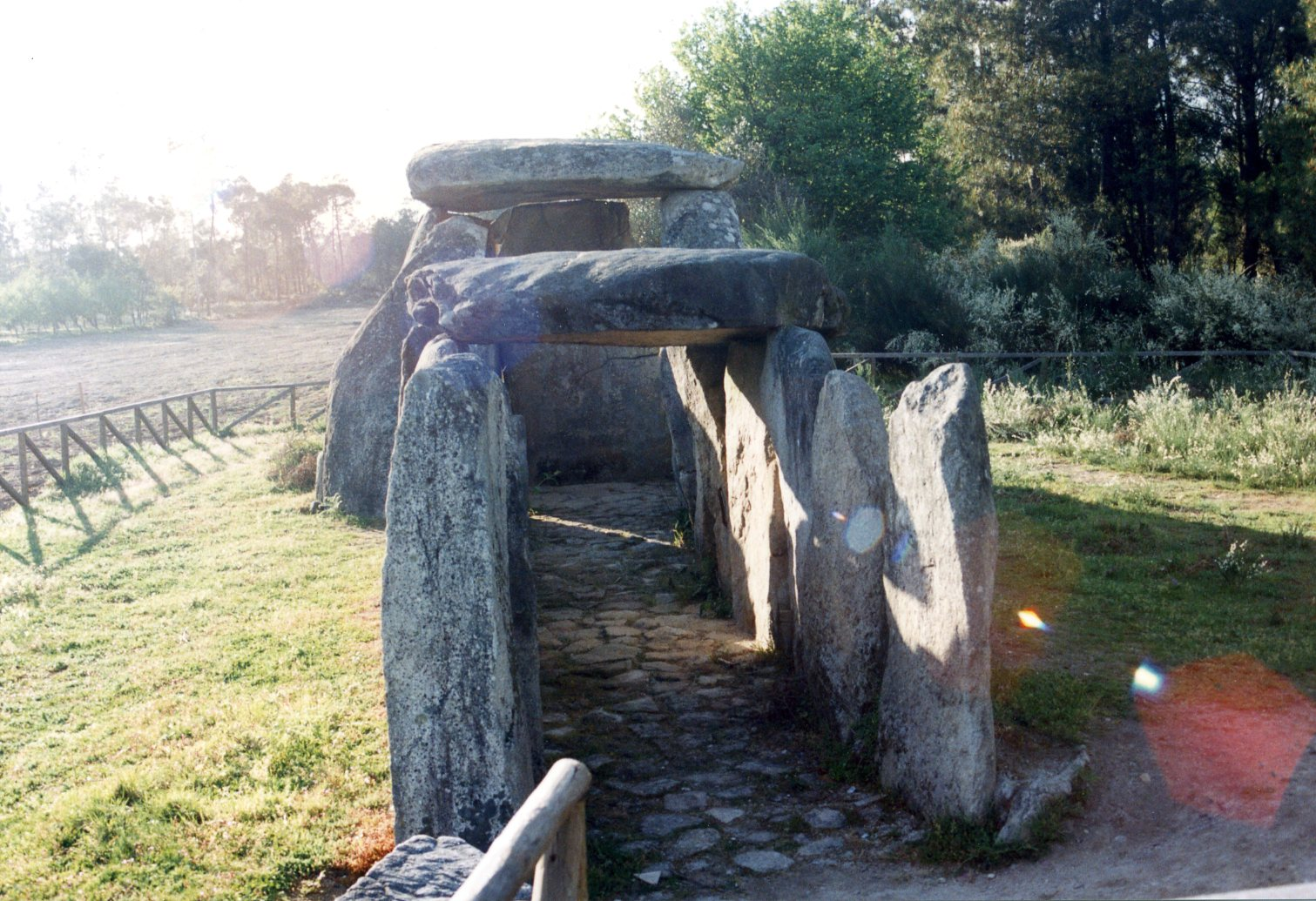
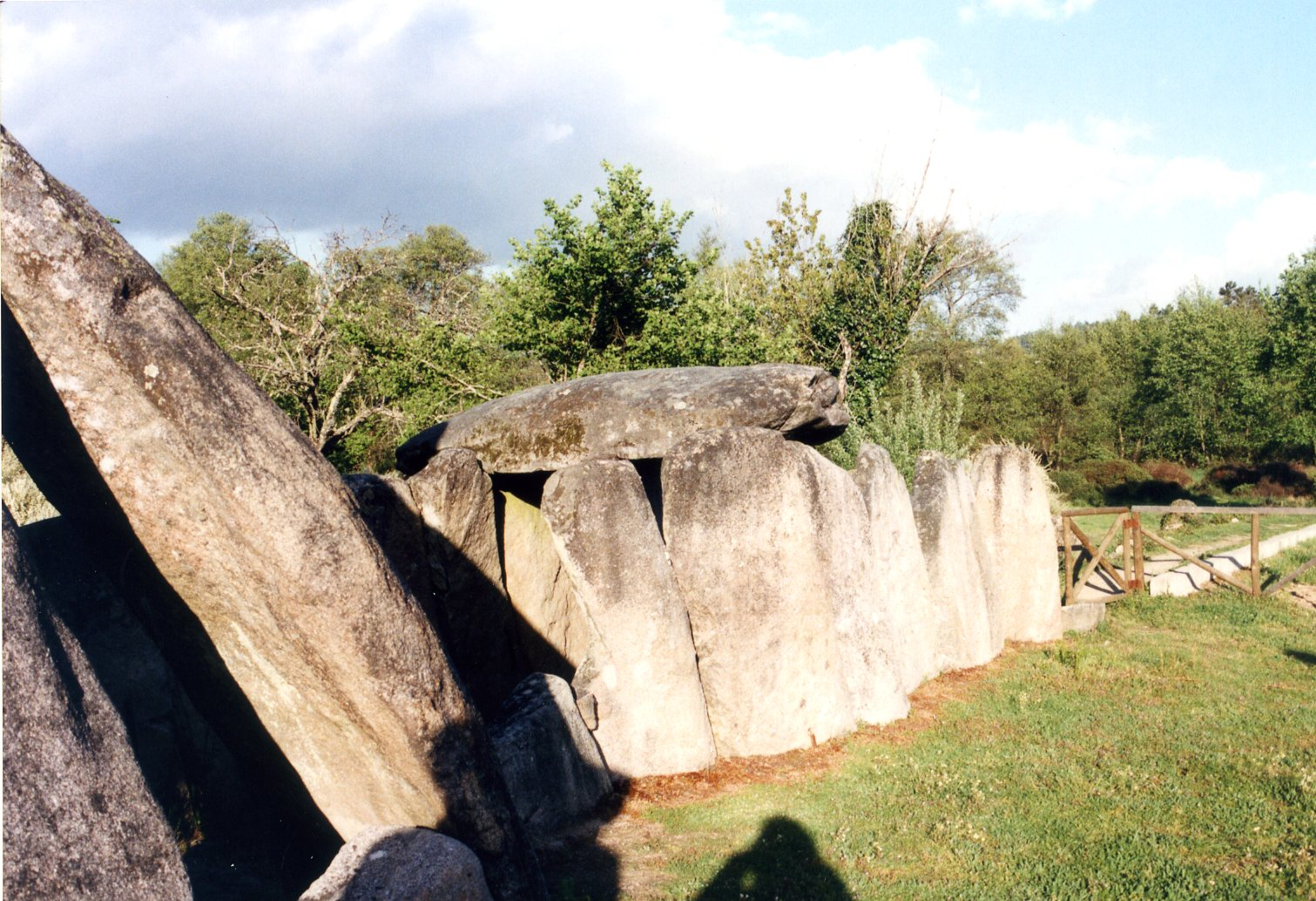

Die Funde bestanden aus Mikrolithen, zerscherbter Keramik, retuschierten Klingen, Steinbeilen und einem so genannten Rillenschlägel. 
Südlich, in der Nähe des Dorfes Vila Nova de Espinho liegt die Orca dos Padrões.